# Ga Dongmyo
Ga Dongmyo (Tiếng Hàn: 동묘앞역, Hanja: 東廟앞驛) là ga trung chuyển cho Tàu điện ngầm vùng thủ đô Seoul tuyến 1 và Tàu điện ngầm Seoul tuyến 6 ở Sungin-dong, Jongno-gu, Seoul. Nó được đặt tên sau do gần ngôi đền, được xây dựng trong suốt triều đại Joseon đến Quan Vũ, một vị tướng Trung Quốc nổi tiếng thời Tam Quốc.
Trong trường hợp Tuyến 1, tuyến vào/ra dẫn đến Văn phòng phương tiện Gunja tách ra khỏi tuyến chính ở phía đông của ga này và tàu vào/ra bắt đầu và kết thúc tại ga này.

## Lịch sử
- 15 tháng 12 năm 2000: Bắt đầu kinh doanh với việc khai trương đoạn Eungam ~ Sangwolgok của Tàu điện ngầm Seoul tuyến 6 (4 lối vào)
- 16 tháng 11 năm 2001: Khởi công xây dựng ga trung chuyển Tàu điện ngầm vùng thủ đô Seoul tuyến 1
- 21 tháng 12 năm 2005: Nó trở thành ga trung chuyển với việc khai trương ga Tàu điện ngầm vùng thủ đô Seoul tuyến 1, mở 4 lối ra cho Tuyến 1 và mở các lối ra 8 đến 9 cho Tuyến 6 (10 lối ra).

## Bố trí ga

### Tuyến số 1 (B1F)
| Sinseol-dong ↑ |
| \| S/B         |
| ↓ Dongdaemun   |

| Hướng Bắc | ●Tuyến 1 | ← Hướng đi Cheongnyangni · Đại học Kwangwoon · Uijeongbu · Yeoncheon |
| Hướng Nam | ●Tuyến 1 | → Hướng đi Dongdaemun · Seoul · Sindorim · Incheon · Sinchang →      |

| Tuyến và hướng                              | Chuyển tuyến nhanh |
| ------------------------------------------- | ------------------ |
| Tuyến 1 (Hướng Yeoncheon) → Tuyến 6         | 9-2                |
| Tuyến 1 (Hướng Incheon, Sinchang) → Tuyến 6 | 2-3                |

### Tuyến số 6 (B3F)
| Sindang ↑  |
| E/B W/B \| |
| ↓ Changsin |

| Hướng Tây  | ● Tuyến 6 | ← Hướng đi Itaewon · Gongdeok · Sân vận động World Cup · Eungam          |
| Hướng Đông | ● Tuyến 6 | → Hướng đi Đại học Hàn Quốc · Seokgye · Taereung · Bonghwasan · Sinnae → |

| Tuyến và hướng                        | Chuyển tuyến nhanh |
| ------------------------------------- | ------------------ |
| Tuyến 6 (Hướng Sinnae) → Tuyến 1      | 2-2                |
| Tuyến 6 (Hướng vòng Eungam) → Tuyến 1 | 7-3                |

## Xung quanh nhà ga
| Lối ra \| 나가는 곳 \| Exit \| 出口 | Lối ra \| 나가는 곳 \| Exit \| 出口 |
| ----------------------------------- | --- |
| 1                                   | Công viên Sungin Lotte Castle Cheonjiin |
| 2                                   | Trung tâm cộng đồng Sungin 2-dong Cao đẳng nghề Seoul Jongno Cheonggye Hillstate APT Trung tâm An toàn Sungin 119 |
| 3                                   | Công viên Dongmyo Chợ Byeoruk Trường trung học du lịch Seoul Dasom Chợ tổng hợp Sinseol-dong Quân đoàn tình nguyện chữ thập đỏ Jung-gu Cầu Cheonggyecheon Yeongdo Hwanghak-dong Lotte Castle APT Trường thông tin công nghiệp Jongno Trung tâm an toàn công cộng Dongmyo |
| 4                                   | Tổng công ty quản lý cơ sở vật chất Jongno-gu |
| 5                                   | Cầu Cheonggyecheon Dasan Trung tâm cộng đồng Changsin 1-dong Trường trung học kỹ thuật Seongdong |
| 6                                   | Cầu Cheonggyecheon Dasan Trung tâm tư vấn phòng phụ Dongdaemun Phố văn phòng phẩm và đồ chơi Changsin-dong |
| 7                                   | Hướng đi Ga Dongdaemun Chợ tổng hợp Dongdaemun Chợ Dongmun |
| 8                                   | Trung tâm cộng đồng Changsin 2-dong Trung tâm an toàn công cộng Deoksan Chợ Changsin Công viên Heunginjimun |
| 9                                   | Trung tâm cộng đồng Changsin 3-dong Trường tiểu học Changsin Changsin-dong Doosan APT Trung tâm phúc lợi cộng đồng Jongno Trung tâm cộng đồng Jongno-gu Trung tâm y tế công cộng Jongno-gu (Phòng khám Dongbu)                                                           |
| 10                                  | Trung tâm cộng đồng Sungin 1-dong Bưu điện Sungin-dong Lotte Castle Cheonjiin |

## Hình ảnh

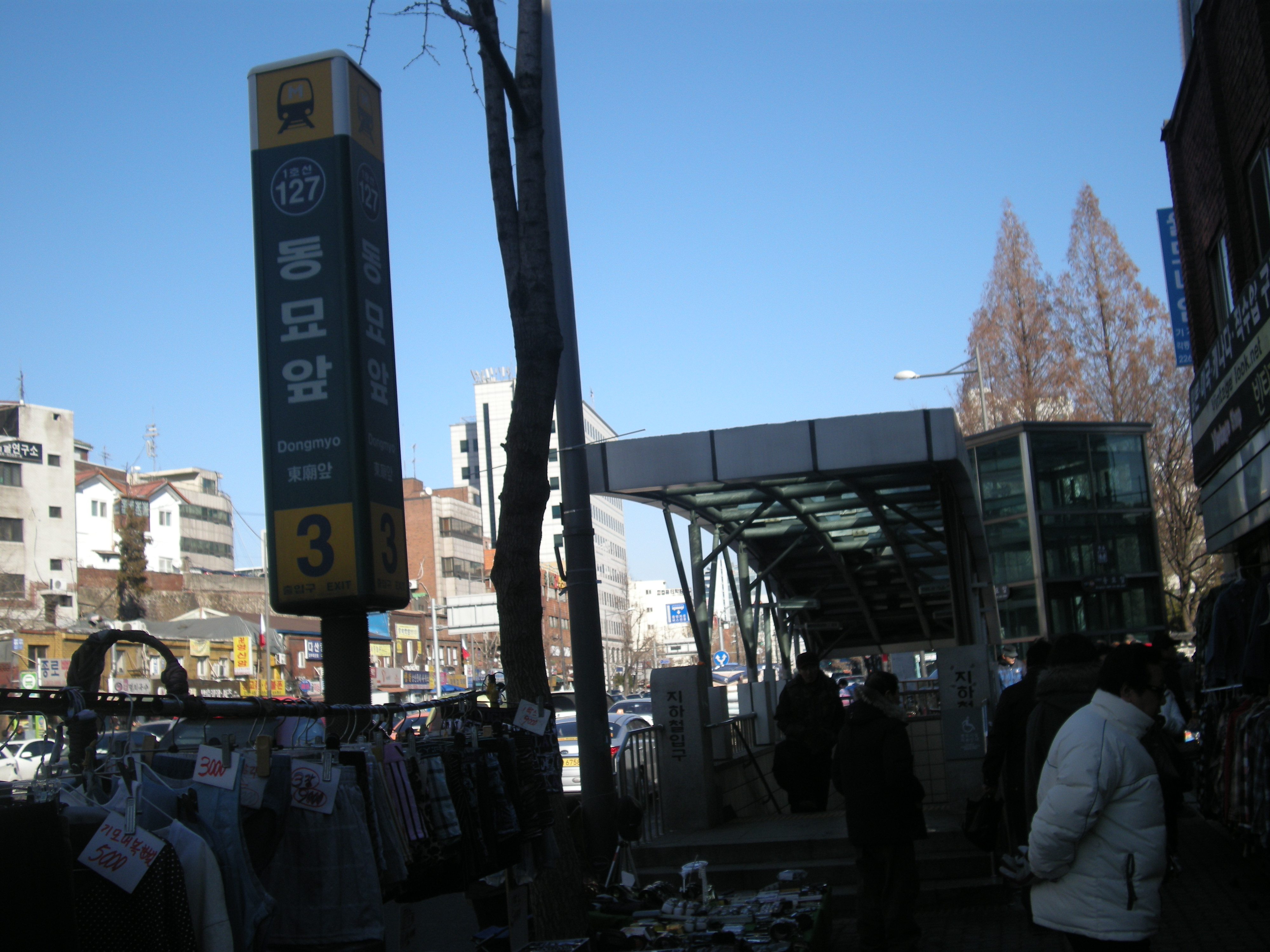
Lối vào 3
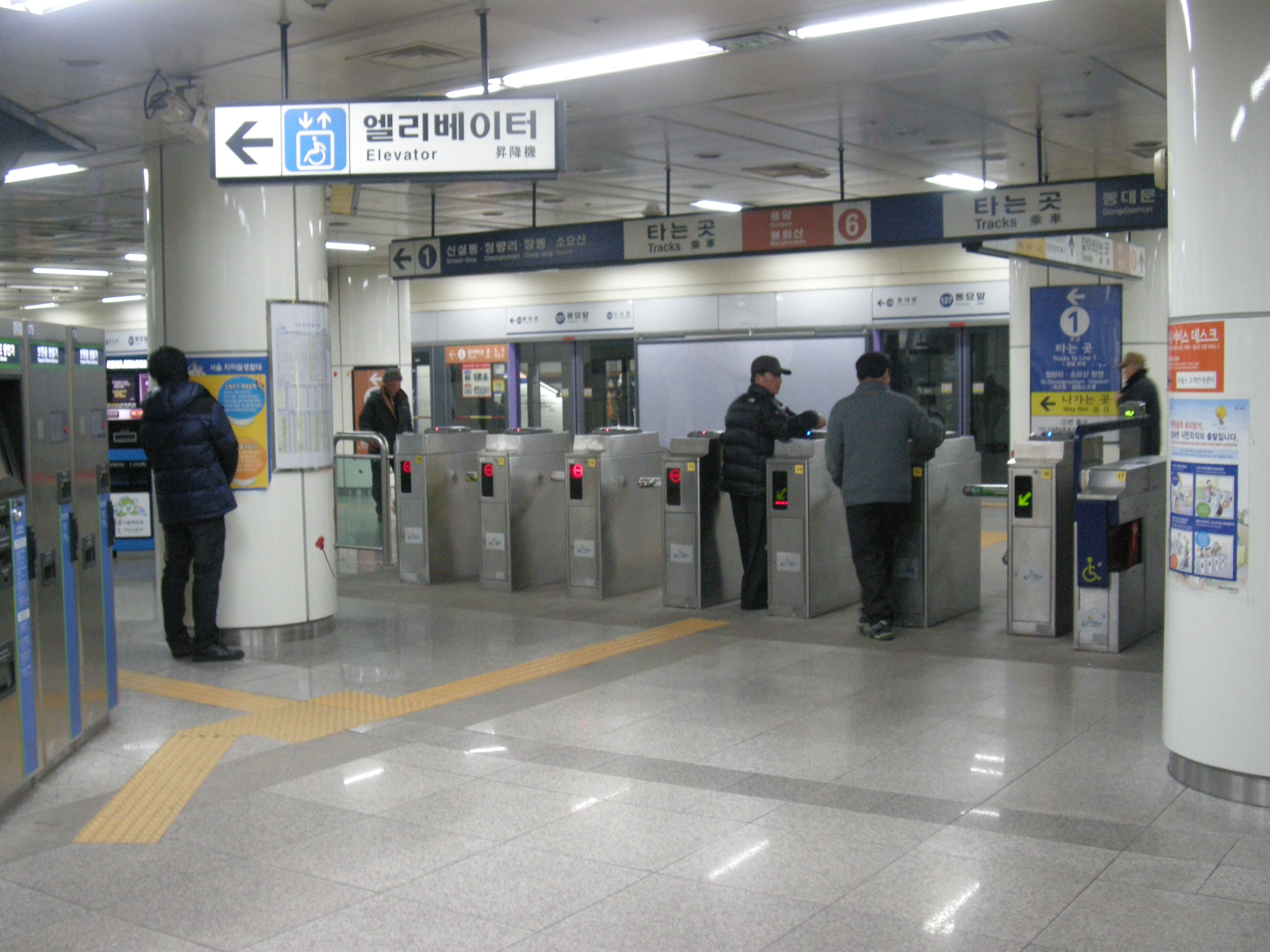
Cửa soát vé
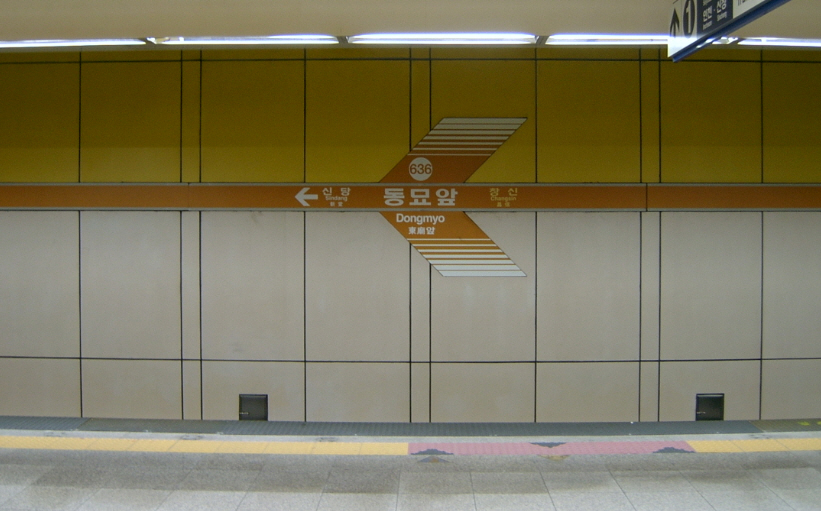
Nền tảng tuyến 6 (Trước khi lắp cửa chắn)
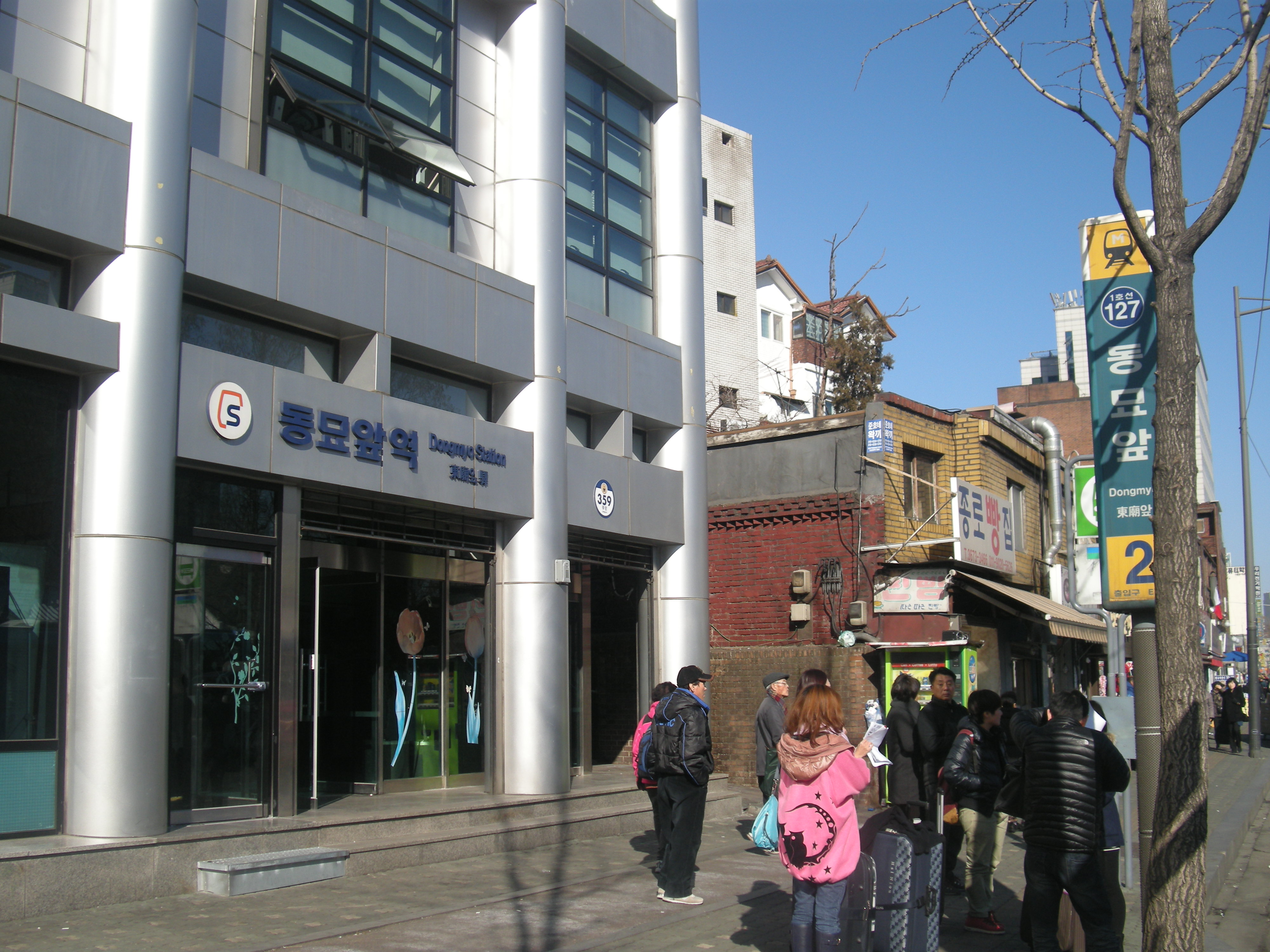
Lối ra 2 nơi đặt văn phòng Tổng công ty Vận tải Seoul
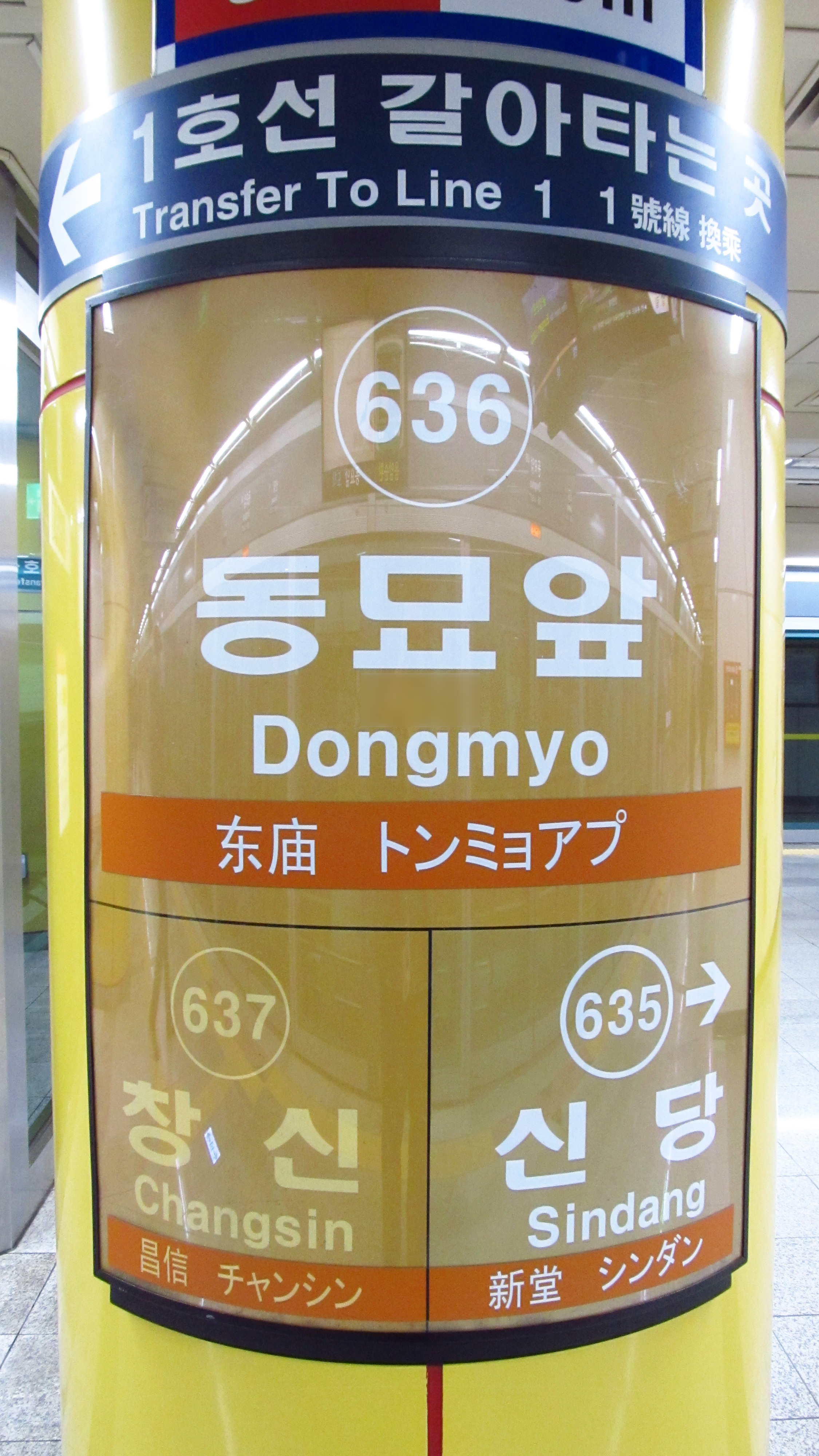
Biển tên ga tuyến 6
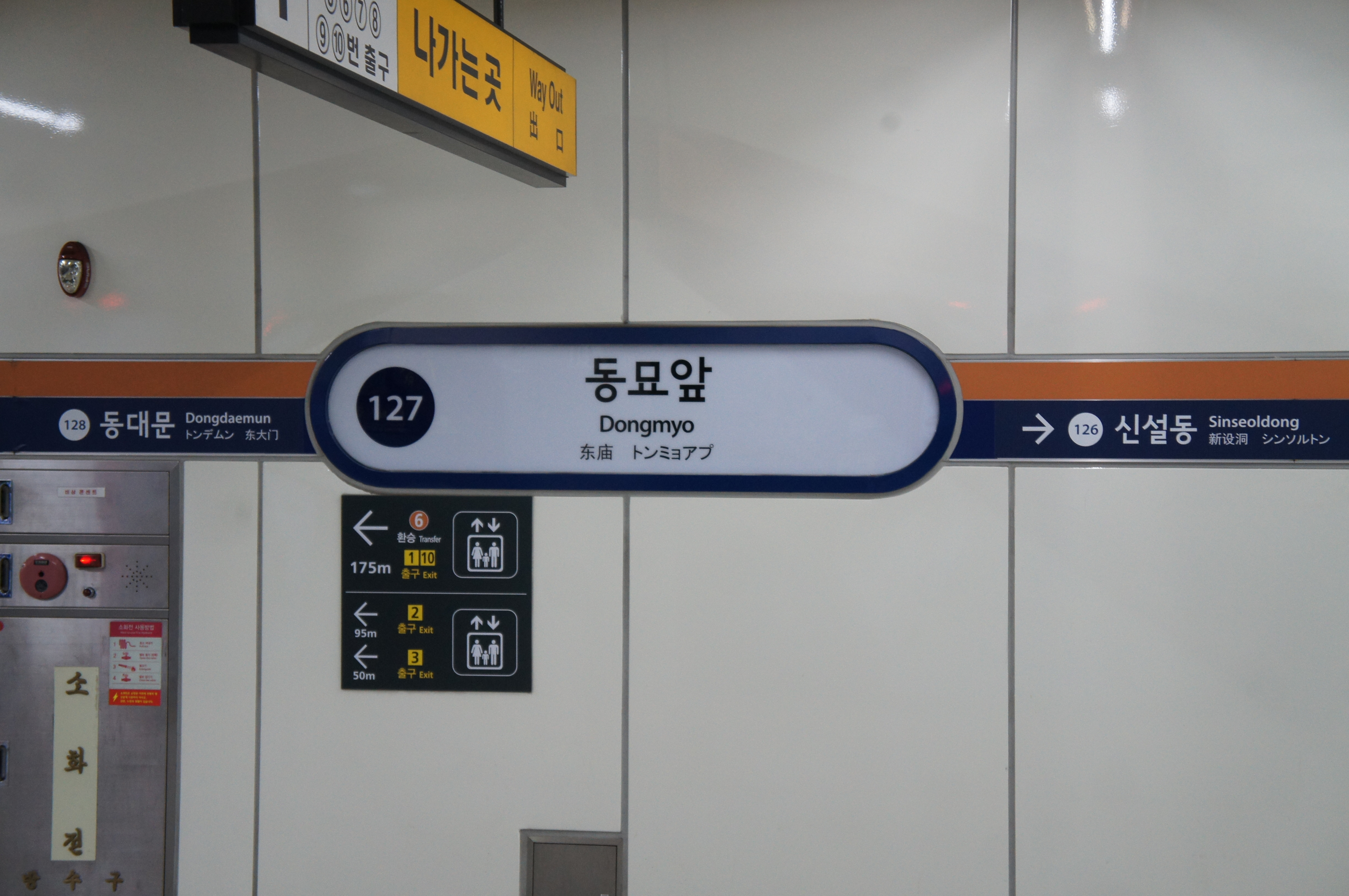
Biển tên ga tuyến 1